# Kapgeier
Der Kapgeier oder Fahlgeier (Gyps coprotheres) ist ein Greifvogel aus der Unterfamilie der Altweltgeier (Aegypiinae). Das Verbreitungsgebiet der Art umfasst Teile des südlichen Afrikas. Die Tiere ernähren sich von Aas größerer Säugetiere. Kapgeier brüten in Kolonien in Felsen. Aufgrund des kleinen Gesamtbestandes und des anhaltenden Bestandsrückganges stuft die IUCN den Kapgeier als „gefährdet“ (vulnerable) ein.

## Beschreibung
Kapgeier sind große und sehr kräftig gebaute Altweltgeier mit langen und breiten Flügeln und einem recht kurzen und nur leicht gerundeten Schwanz. Die Handschwingen sind tief gefingert. Die Armschwingen sind länger als die inneren Handschwingen, so dass der Flügelhinterrand geschwungen ist und nicht gerade. Die Art zeigt einen minimalen Geschlechtsdimorphismus bei Größe und Gewicht, Männchen erreichen im Mittel 98 % der Maße der Weibchen. Bezüglich der Färbung unterscheiden sich die Geschlechter wie bei allen Arten der Gattung Gyps nicht. Die Körperlänge beträgt 95–105 cm, die Flügelspannweite 228–250 cm, das Gewicht 7,1–10,9 kg und die Flügellänge 650–702 mm.
Dieser Geier ist insgesamt recht einfarbig und sehr hell beige. Der größte Teil des Rumpfes, die Beinbefiederung sowie die Ober- und Unterflügeldecken sind bei adulten Vögeln sehr hell einfarbig rötlich hellbeige, auf der Unterseite sogar eher cremeweiß. Die großen Ober- und Unterflügeldecken zeigen auf diesem Grund dunkle Flecken. Dazu kontrastierend sind die Schwingen und die Steuerfedern einfarbig schwarzbraun bis graubraun. Die unbefiederte Haut von Gesicht und Hals sowie ein kleiner unbefiederter Bereich jeweils an der Basis der Halsseiten sind blau, der ebenfalls unbefiederte Kropf ist braun. Oberkopf und Nacken sind kurz und locker weißlich bedunt. Die lockere, dicht flaumige Halskrause ist bräunlich weiß. Der große und kräftige Schnabel ist ebenso wie die unbefiederten Teile der Beine und die Zehen schwärzlich grau, die Wachshaut blaugrau. Die Iris ist gelb bis elfenbeinfarben.

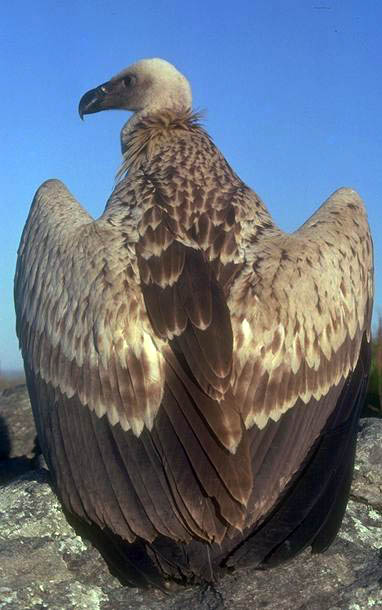
Kapgeier im Jugendkleid

Jungvögel sind deutlich dunkler als adulte Tiere. Im Jugendkleid sind der gesamte Rumpf einschließlich Bürzel sowie die kleinen und mittleren Ober- und Unterflügeldecken blassbraun mit hellen Federrändern auf der Oberseite und schmalen hellbeigen Stricheln auf der Unterseite. Die unordentliche Halskrause besteht aus schmal lanzettlichen, hellbraun und dunkelbraun gestrichelten Federn. Kopf und Hals sind dichter bedunt, die nackte Gesichtshaut und der nackte untere Hals sowie die Halsseitenflecke sind rötlich, die Iris ist braun. Kapgeier sind im Alter von 6 bis 7 Jahren ausgefärbt.

## Lautäußerungen
In den Kolonien und am Aas ist die Art recht stimmfreudig. Bei Auseinandersetzungen mit Artgenossen geben die Tiere wie viele Arten der Gattung Gyps zischende oder fauchende Laute von sich. Daneben sind für den Kapgeier langgezogen bellende, schnatternde und grunzende Laute sowie ein keuchendes Kreischen beschrieben.

## Verbreitung und Lebensraum
Das ursprüngliche Verbreitungsgebiet der Art umfasste weite Teile des südlichen Afrikas etwa zwischen 18° S und 35° S. Heute ist die Verbreitung der Art auf drei disjunkte Teilareale beschränkt. Das größte reicht vom Süden Simbabwes über den Südosten Botswanas, den Nordosten Südafrikas und den äußersten Westen von Mosambik bis in das mittlere und südöstliche Südafrika. Zwei kleine Verbreitungsinseln befinden sich am Waterberg in Namibia (wohl seit 2014 ausgestorben) und an der Südspitze Südafrikas.
Zur Brut und zur Rast werden senkrechte oder steile Felsklippen, Schluchten und ähnlich nutzbare Felsformationen benutzt, auch isolierte und von Niederungen umgebene Berge. Die Nahrungssuche findet über offenen Landschaften jeder Art einschließlich Wüsten statt, die Tiere meiden nur die dichte Baumsavanne und geschlossenen Wald. Die Art kommt in Höhen von 0 bis 3000 m vor.

## Systematik
Die innerartliche Variabilität ist sehr gering und es werden keine Unterarten anerkannt. Nach molekulargenetischen Untersuchungen sind die nächsten Verwandten des Kapgeiers der Indische Geier (Gyps indicus) und der Schmalschnabelgeier (Gyps tenuirostris). Die Artbildung innerhalb der Gattung Gyps begann offenbar vor weniger als 5,7 Mio. Jahren und geschah dann sehr rasch. Die rezenten Arten unterscheiden sich daher genetisch vergleichsweise wenig und auch im Falle des Kapgeiers waren die Schwestergruppenverhältnisse nicht eindeutig zu bestimmen.

## Nahrungssuche und Ernährung

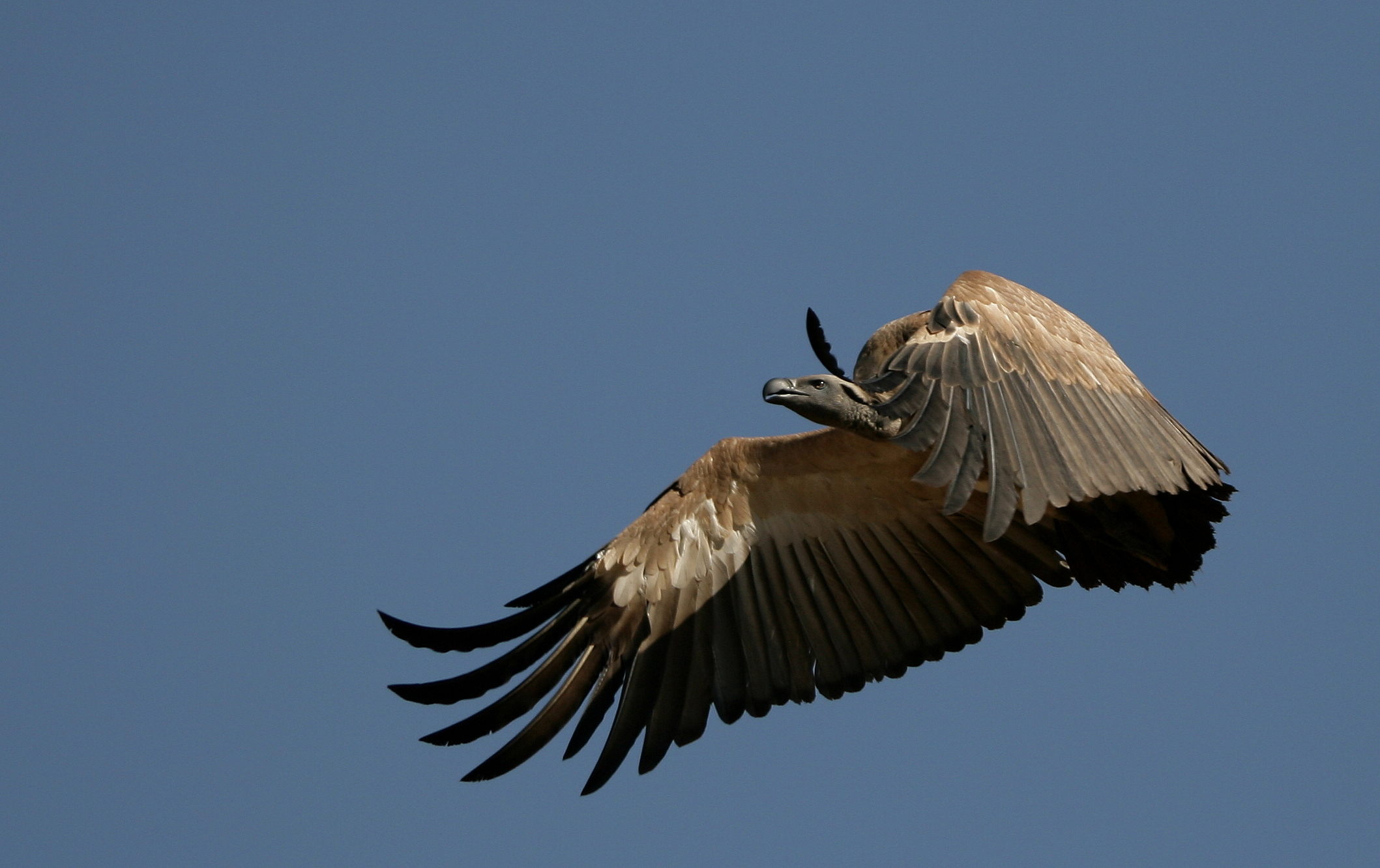
Kapgeier im Flug

Kapgeier fliegen wie viele Vertreter der Gattung Gyps meist ein bis zwei Stunden nach Sonnenaufgang aus der Kolonie ab und kreisen dann in der Thermik auf. Die Nahrungssuche erfolgt sowohl im niedrigen Suchflug in Höhen um 50 m als auch hoch über der offenen Landschaft kreisend in Höhen über 500 m. Die Tiere suchen dabei direkt nach Aas auf dem Boden, aber auch indirekt durch die Beobachtung bodenlebender Raubtiere und vor allem durch die Beobachtung anderer aasfressender Vögel im Luftraum. Auf diese Weise sammeln sich an einem einmal entdeckten Kadaver immer mehr Geier, die jeweils das Niedergehen anderer Aasfresser beobachtet haben. Am Aas sind Kapgeier oft mit Weißrückengeiern zusammen anzutreffen, diesen gegenüber jedoch dominant.
Die Nahrung besteht ausschließlich aus frischem oder bereits verwesendem Aas, dabei werden vor allem die inneren Organe, das Muskelfleisch sowie Knochensplitter von mittelgroßen bis großen Säugetieren gefressen. In weiten Teilen des Verbreitungsgebietes sind Kapgeier heute auf tote Haustiere wie Schafe, Ziegen und Rinder angewiesen. Die Tiere können mit ihrem kräftigen Schnabel manchmal die Haut größerer Säuger aufreißen, der lange und überwiegend nackte Hals stellt jedoch vor allem eine gute Anpassung dar, um durch Wunden oder die natürlichen Körperöffnungen das Körperinnere zu erreichen. Der Kropf fasst bis über ein Kilogramm Fleisch.

## Fortpflanzung

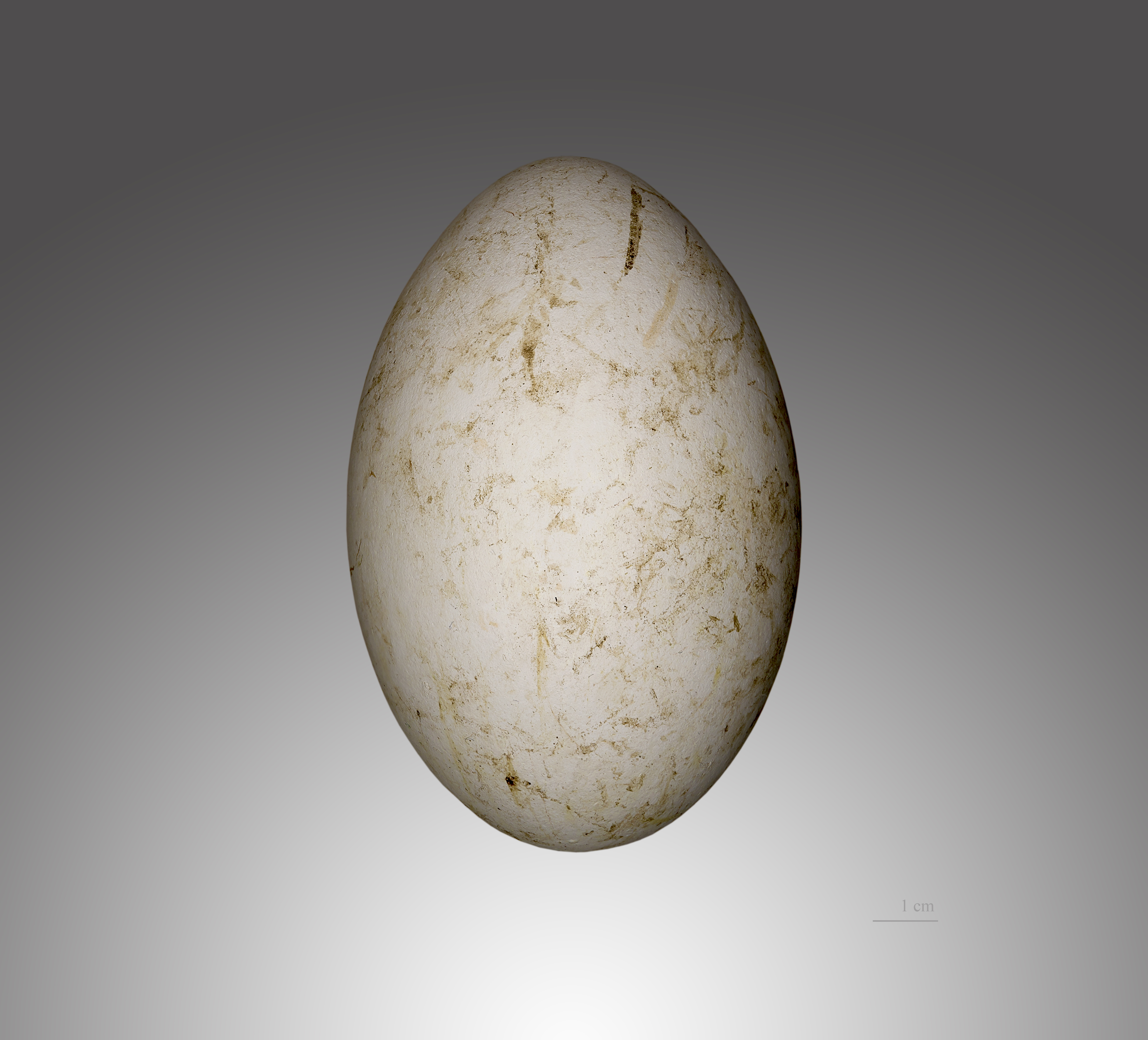
Ei des Kapgeiers

Kapgeier sind sehr gesellig und brüten selten einzeln, meist aber in kleinen bis mittelgroßen Kolonien mit 5 bis maximal 900 Brutpaaren. Die Paare verteidigen gegen Artgenossen nur den unmittelbaren Nestbereich. Die Balz besteht aus gemeinsamem Kreisen und „Tandemflügen“, bei denen ein Partner jede Flugbewegung des anderen Vogels kopiert.
Die Nester werden in Felswänden auf Bändern offen oder unter Überhängen gebaut. Sie sind mit einem Durchmesser von 45–100 cm und einer Höhe von 20–30 cm für einen Vogel dieser Größe reicht klein, bestehen aus Stöcken und Zweigen und werden mit Gras, Heidekraut, Farn und anderem Pflanzenmaterial ausgelegt. Der Legebeginn fällt im gesamten Verbreitungsgebiet recht einheitlich in den Zeitraum April bis Januar, das Gelege besteht im Normalfall aus einem, selten aus zwei Eiern. Die Brutzeit dauert 53 bis 59 Tage. Der Jungvogel verlässt das Nest nach etwa 140 Tagen.

## Bestand und Gefährdung

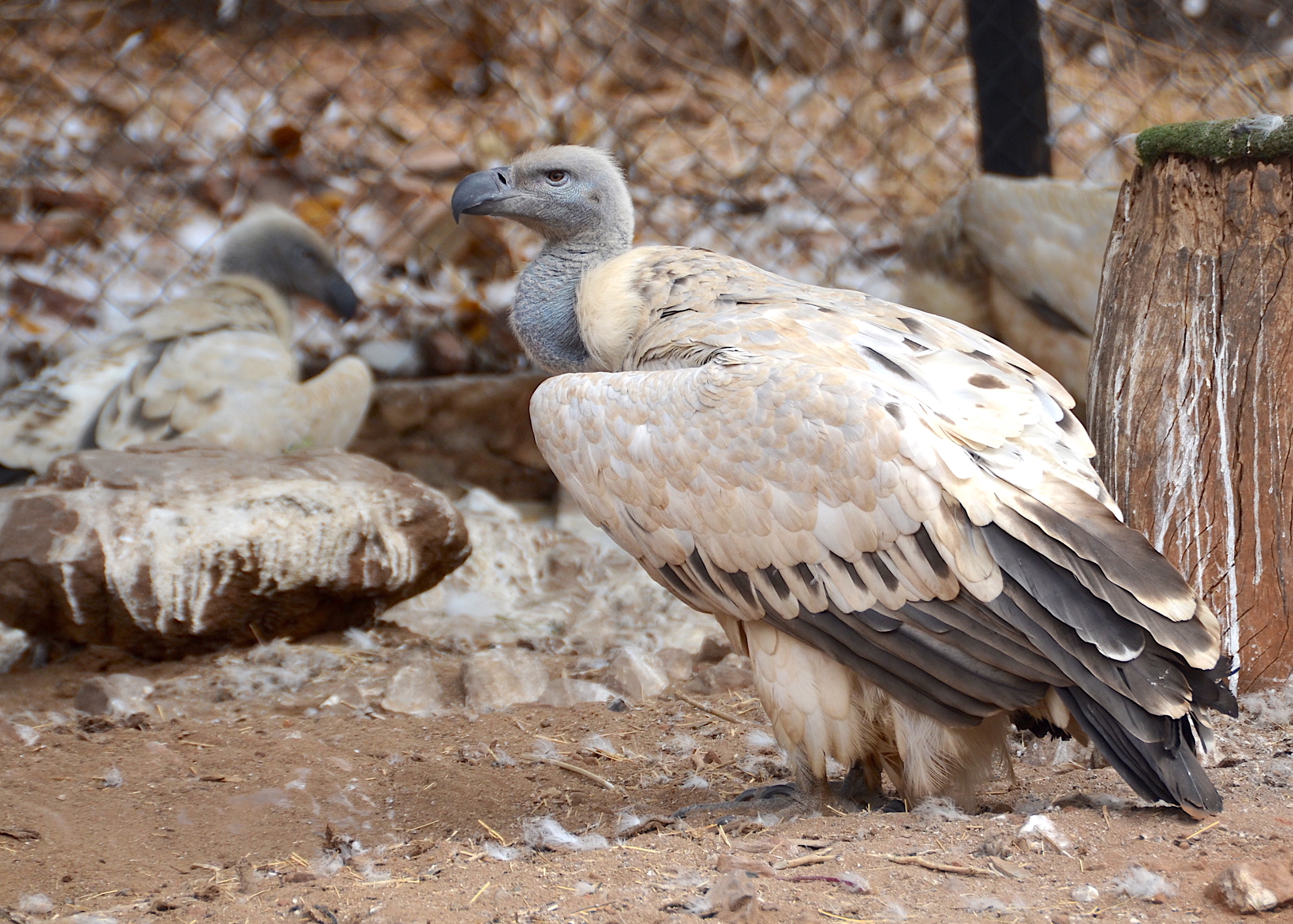
Kapgeier im De Wildt Cheetah and Wildlife Centre (Erhaltungszuchtprojekt in Südafrika)

Der Bestand der Art ist seit Anfang der 1960er Jahre stark rückläufig, entsprechend hat sich auch das Verbreitungsgebiet seitdem erheblich verkleinert. Im Jahr 2006 wurde der Weltbestand auf noch 8000 bis 10.000 Individuen geschätzt. Den größten Teil des Weltbestandes beherbergt heute Südafrika, in Botswana gibt es noch etwa 600 Paare, in Lesotho etwa 552 Paare und in Mosambik 10 bis 15 Paare. Die Art ist in Eswatini völlig ausgestorben und in Simbabwe existiert nur noch ein Schlafplatz mit bis zu 150 nichtbrütenden Individuen. In Namibia gab es in den 1950er Jahren noch etwa 2000 Kapgeier, im Jahr 2000 nur noch 10–15 Individuen, die ebenfalls nicht mehr brüten.
Die Art ist in ihrem gesamten Verbreitungsgebiet einem ganzen Bündel von Gefährdungen ausgesetzt. Hauptrückgangsursachen sind unabsichtliche Vergiftungen mit Giftködern, Stromschläge an Strommasten, Kollisionen mit Stromleitungen und Autos, Nahrungsmangel insbesondere während der Jungenaufzucht durch die Reduktion des Bestandes großer Säuger, menschliche Verfolgung und Störungen durch Menschen in den Brutkolonien. Die IUCN stuft den Kapgeier aufgrund des kleinen Gesamtbestandes und des anhaltenden Bestandsrückganges als gefährdet (“vulnerable”) ein.